# Touarga
Touarga (توارݣة en arabe) est un quartier de Rabat, proche du centre-ville.  S'y trouvent notamment le Palais royal (résidence officielle du roi du Maroc), la mosquée Ahl Fâs, le méchouar (esplanade) Essaïd, le département du Premier ministre et le ministère des Habous et des Affaires islamiques. 
Sur le plan administratif, Touarga présente la particularité d'être une commune urbaine indépendante, enclavée dans la commune de Rabat. 

## Situation

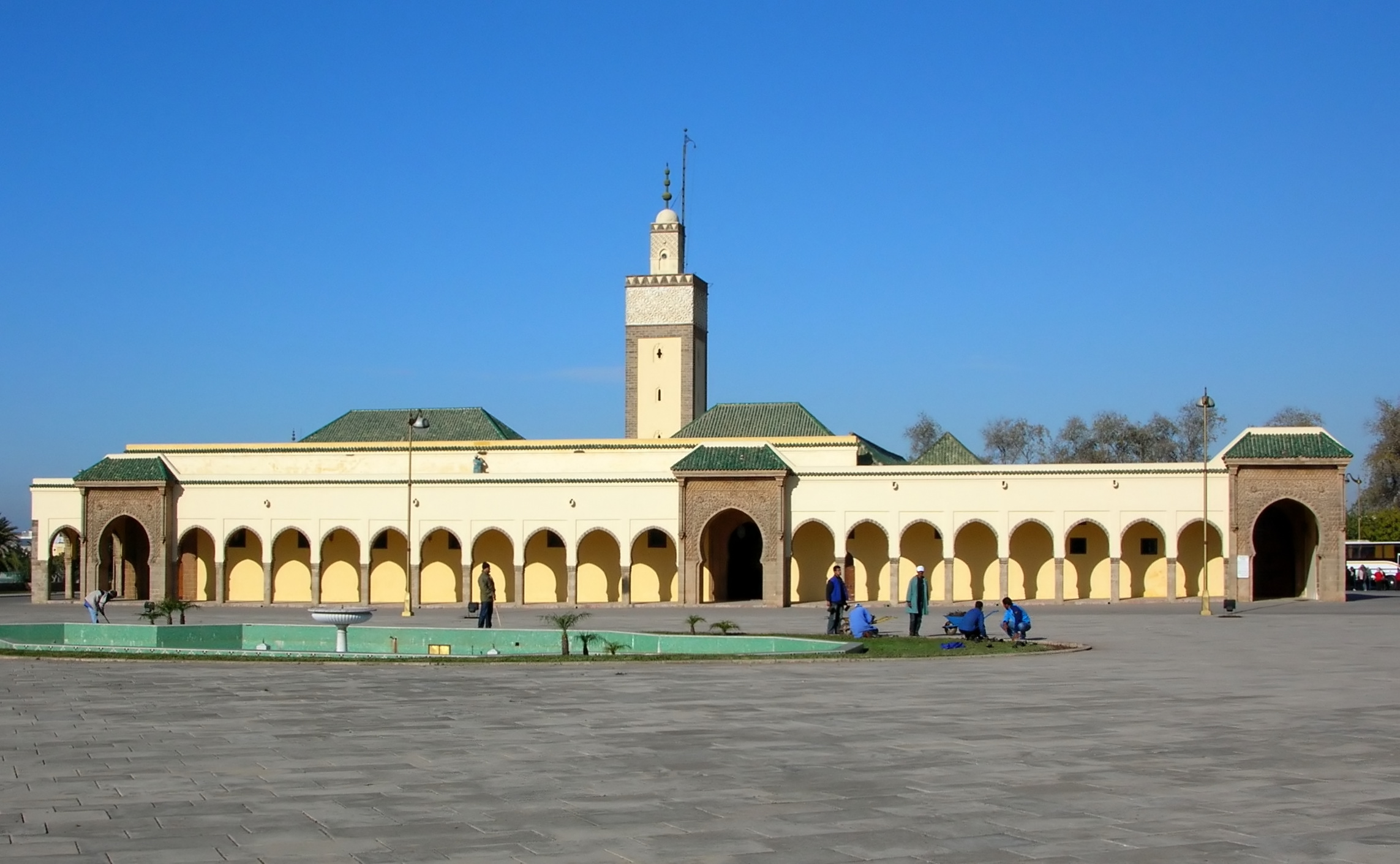
Le Méchouar Essaïd et la mosquée Ahl Fâs

La commune de Touarga, d'une superficie de près de 1 km², est entièrement enclavée dans la commune urbaine de Rabat. 
Elle est délimitée au nord et au nord-est par une muraille percée de 4 portes et de 2 ouvertures aménagées, la séparant de Rabat intra-muros et composée de 2 segments perpendiculaires à la muraille almohade, s'embranchant respectivement à proximité de Bâb Er-Rouah et de Bâb Zaer.
À l'ouest, la commune est délimitée par la muraille almohade au sud de Bâb Er-Rouah sur près de 650 m, puis par une enceinte non-fortifiée englobant une surface pratiquement hexagonale et s'emboutant sur une partie subsistante de l'enceinte alaouite, cette dernière s'embranchant au sud à la partie de la muraille almohade à l'ouest de Bâb Zaer.

## Politique et administration
Le statut de la commune de Touarga relève de celui des « communes des méchouars ». Aussi a-t-elle à sa tête, au lieu d'un président de conseil communal, un pacha nommé par le roi et dépendant du ministère de l'Intérieur. 
Les délibérations du conseil communal, composé de membres sans étiquette politique, sont exécutoires après approbation du ministre de l'Intérieur ou du pacha.
Touarga constitue, avec la commune de Rabat, la préfecture de Rabat ou ville proprement dite de Rabat.

## Démographie
De 1994 à 2004, la population de Touarga, passant de 8 080 à 6 452 habitants, a connu une baisse d'environ 20 %. En 2014, elle ne comptait plus que 3 932 habitants ; autrement dit, en 20 ans, sa population a diminué de moitié.